# George Eaton
 George Eaton  va ser un pilot de curses automobilístiques canadenc que va arribar a disputar curses de Fórmula 1.
Va néixer el 12 de novembre del 1945 a Toronto, Ontario, Canadà.

## A la F1
George Eaton va debutar a la desena i penúltima cursa de la temporada 1969 (la vintena temporada de la història) del campionat del món de la Fórmula 1, disputant el 5 d'octubre del 1969 el GP dels Estats Units al circuit de Watkins Glen.
Va participar en un total de tretze curses puntuables pel campionat de la F1, disputades en tres temporades consecutives (1969 - 1971) aconseguint una desena posició com a millor classificació en una cursa i no assolí cap punt pel campionat del món de pilots.

## Resultats a la Fórmula 1
| Any  | Equip                    | Xassís | Motor | 1       | 2       | 3       | 4   | 5       | 6      | 7       | 8   | 9      | 10      | 11      | 12      | 13  | Posició | Punts |
| ---- | ------------------------ | ------ | ----- | ------- | ------- | ------- | --- | ------- | ------ | ------- | --- | ------ | ------- | ------- | ------- | --- | ------- | ----- |
| 1969 | Owen Racing Organisation | BRM    | BRM   | SUD     | ESP     | MON     | HOL | FRA     | GBR    | ALE     | ITA | CAN    | USA Ret | MEX Ret |         |     | -       | 0     |
| 1970 | Owen Racing Organisation | BRM    | BRM   | SUD Ret |         |         |     |         |        |         |     |        |         |         |         |     | -       | 0     |
| 1970 | Owen Racing Organisation | BRM    | BRM   |         | ESP NVQ |         |     |         |        |         |     |        |         |         |         |     | -       | 0     |
| 1970 | Yardley Team BRM         | BRM    | BRM   |         |         | MON NVQ | BEL | HOL Ret | FRA 12 | GBR Ret | ALE | AUT 11 | ITA Ret | CAN 10  | USA Ret | MEX | -       | 0     |
| 1971 | Yardley Team BRM         | BRM    | BRM   | SUD     | ESP     | MON     | HOL | FRA     | GBR    | ALE     | AUT | ITA    | CAN     | USA 15  |         |     | -       | 0     |

### Resum
| Curses: | Victòries: | Pòdiums: | Poles: | Voltes ràpides: | Punts: |
| ------- | ---------- | -------- | ------ | --------------- | ------ |
| 13      | 0          | 0        | 0      | 0               | 0      |